# Großer Preis von Brasilien 1978
Der Große Preis von Brasilien 1978 (offiziell VII Grande Prêmio do Brasil) fand am 29. Januar auf dem Autódromo Internacional Nelson Piquet in Rio de Janeiro statt und war das zweite Rennen der Automobil-Weltmeisterschaft 1978.

## Berichte

### Hintergrund
Der Brasilien-GP wurde in diesem Jahr zum ersten Mal seit seinem Bestehen als WM-Lauf nicht in Interlagos, sondern auf dem neu errichteten Kurs Jacarepaguá in einem Vorort von Rio de Janeiro veranstaltet.
Die einzige Addition im Teilnehmerfeld im Vergleich zum Großen Preis von Argentinien, der zwei Wochen zuvor stattgefunden hatte, war das neue Arrows-Team, das erstmals vertreten war. Ein Großteil der Mitarbeiter dieses Teams stammte von Shadow, inklusive Konstrukteur Tony Southgate, Teamchef Jackie Oliver und Fahrer Riccardo Patrese. Da der Wagen des Teams, der die Bezeichnung Arrows FA1 trug, dem neuen Shadow DN9, der in Long Beach debütieren sollte, zum Verwechseln ähnlich sah, wurden Vorwürfe laut, man habe vor dem Verlassen des Teams die Konstruktionspläne kopiert. Shadow kündigte aufgrund dessen rechtliche Schritte gegen Arrows an.
Hans-Joachim Stuck und Jacques Laffite bestritten jeweils ihren 50. Grand Prix.

### Training
Da der angekündigte Lotus 79 mit weiterentwickelter Wing-Car-Technik noch nicht einsatzbereit war, mussten die Werkspiloten weiterhin auf den Typ 78 des Vorjahres zurückgreifen, was Ronnie Peterson nicht davon abhielt, die Pole-Position zu erreichen. Sein Teamkollege Mario Andretti folgte als Dritter hinter James Hunt. Carlos Reutemann belegte im Ferrari 312T2 den vierten Startplatz  vor Patrick Tambay und Gilles Villeneuve. Emerson Fittipaldi zeigte in seinem eigenen Fahrzeug, welches seit dieser Saison auch offiziell seinen Namen trug, eine ebenso überzeugende Trainingsleistung, wie Alan Jones im neuen Williams FW06, der unter Federführung von Patrick Head entstanden war.

### Rennen
Reutemann ging sofort in Führung, hielt diese bis zum Schluss und erreichte somit seinen ersten Grand-Prix-Sieg für die Scuderia Ferrari. Es war zugleich der erste GP-Erfolg für den Reifenhersteller Michelin.
In der Anfangsphase des Rennens konnte Hunt mit dem Argentinier mithalten, fiel jedoch nach einem Reifenwechsel aussichtslos zurück. Andretti belegte daraufhin den zweiten Rang, bis sein Getriebe in der 57. Runde im vierten Gang stecken blieb. Fittipaldi erreichte daraufhin mit seinem eigenen Team einen beeindruckenden zweiten Platz vor Niki Lauda. Andretti konnte trotz beschädigtem Getriebe den vierten Platz sicherstellen. Es folgte Clay Regazzoni vor Didier Pironi, der somit bereits in seinem zweiten Grand Prix seinen ersten WM-Punkt erhielt.

## Meldeliste
| Team                            | Nr. | Fahrer             | Chassis        | Motor                     | Reifen |
| ------------------------------- | --- | ------------------ | -------------- | ------------------------- | ------ |
| Parmalat Racing Team            | 01  | Niki Lauda         | Brabham BT45C  | Alfa Romeo 115-12 3.0 F12 | G      |
| Parmalat Racing Team            | 02  | John Watson        | Brabham BT45C  | Alfa Romeo 115-12 3.0 F12 | G      |
| Elf Team Tyrrell                | 03  | Didier Pironi      | Tyrrell 008    | Ford Cosworth DFV 3.0 V8  | G      |
| Elf Team Tyrrell                | 04  | Patrick Depailler  | Tyrrell 008    | Ford Cosworth DFV 3.0 V8  | G      |
| John Player Team Lotus          | 05  | Mario Andretti     | Lotus 78       | Ford Cosworth DFV 3.0 V8  | G      |
| John Player Team Lotus          | 06  | Ronnie Peterson    | Lotus 78       | Ford Cosworth DFV 3.0 V8  | G      |
| Marlboro Team McLaren           | 07  | James Hunt         | McLaren M26    | Ford Cosworth DFV 3.0 V8  | G      |
| Marlboro Team McLaren           | 08  | Patrick Tambay     | McLaren M26    | Ford Cosworth DFV 3.0 V8  | G      |
| ATS Racing Team                 | 09  | Jochen Mass        | ATS HS1        | Ford Cosworth DFV 3.0 V8  | G      |
| ATS Racing Team                 | 10  | Jean-Pierre Jarier | ATS HS1        | Ford Cosworth DFV 3.0 V8  | G      |
| Scuderia Ferrari SpA SEFAC      | 11  | Carlos Reutemann   | Ferrari 312T2  | Ferrari 015 3.0 F12       | M      |
| Scuderia Ferrari SpA SEFAC      | 12  | Gilles Villeneuve  | Ferrari 312T2  | Ferrari 015 3.0 F12       | M      |
| Fittipaldi Automotive           | 14  | Emerson Fittipaldi | Fittipaldi F5A | Ford Cosworth DFV 3.0 V8  | G      |
| Shadow Racing Team              | 16  | Hans-Joachim Stuck | Shadow DN8     | Ford Cosworth DFV 3.0 V8  | G      |
| Shadow Racing Team              | 17  | Clay Regazzoni     | Shadow DN8     | Ford Cosworth DFV 3.0 V8  | G      |
| Durex Team Surtees              | 18  | Rupert Keegan      | Surtees TS19   | Ford Cosworth DFV 3.0 V8  | G      |
| Beta Team Surtees               | 19  | Vittorio Brambilla | Surtees TS19   | Ford Cosworth DFV 3.0 V8  | G      |
| Walter Wolf Racing              | 20  | Jody Scheckter     | Wolf WR1       | Ford Cosworth DFV 3.0 V8  | G      |
| Team Tissot Ensign              | 22  | Danny Ongais       | Ensign N177    | Ford Cosworth DFV 3.0 V8  | G      |
| Team Tissot Ensign              | 23  | Lamberto Leoni     | Ensign N177    | Ford Cosworth DFV 3.0 V8  | G      |
| Olympus Cameras/Hesketh Racing  | 24  | Divina Galica      | Hesketh 308E   | Ford Cosworth DFV 3.0 V8  | G      |
| Team Rebaque                    | 25  | Héctor Rebaque     | Lotus 78       | Ford Cosworth DFV 3.0 V8  | G      |
| Ligier Gitanes                  | 26  | Jacques Laffite    | Ligier JS7     | Matra MS76 3.0 V12        | G      |
| Williams Grand Prix Engineering | 27  | Alan Jones         | Williams FW06  | Ford Cosworth DFV 3.0 V8  | G      |
| Liggett Group/BS Fabrications   | 30  | Brett Lunger       | McLaren M23    | Ford Cosworth DFV 3.0 V8  | G      |
| Theodore Racing                 | 32  | Eddie Cheever      | Theodore TR1   | Ford Cosworth DFV 3.0 V8  | G      |
| Arrows Racing Team              | 36  | Riccardo Patrese   | Arrows FA1     | Ford Cosworth DFV 3.0 V8  | G      |
| Team Merzario                   | 37  | Arturo Merzario    | Merzario A1    | Ford Cosworth DFV 3.0 V8  | G      |

## Klassifikationen

### Startaufstellung
| Pos. | Fahrer             | Konstrukteur       | Zeit    | Ø-Geschwindigkeit | Start |
| ---- | ------------------ | ------------------ | ------- | ----------------- | ----- |
| 01   | Ronnie Peterson    | Lotus-Ford         | 1:40,45 | 180,305 km/h      | 01    |
| 02   | James Hunt         | McLaren-Ford       | 1:40,53 | 180,161 km/h      | 02    |
| 03   | Mario Andretti     | Lotus-Ford         | 1:40,62 | 180,000 km/h      | 03    |
| 04   | Carlos Reutemann   | Ferrari            | 1:40,73 | 179,803 km/h      | 04    |
| 05   | Patrick Tambay     | McLaren-Ford       | 1:40,94 | 179,429 km/h      | 05    |
| 06   | Gilles Villeneuve  | Ferrari            | 1:40,97 | 179,376 km/h      | 06    |
| 07   | Emerson Fittipaldi | Fittipaldi-Ford    | 1:41,50 | 178,439 km/h      | 07    |
| 08   | Alan Jones         | Williams-Ford      | 1:41,87 | 177,791 km/h      | 08    |
| 09   | Hans-Joachim Stuck | Shadow-Ford        | 1:42,07 | 177,443 km/h      | 09    |
| 10   | Niki Lauda         | Brabham-Alfa Romeo | 1:42,08 | 177,426 km/h      | 10    |
| 11   | Patrick Depailler  | Tyrrell-Ford       | 1:42,10 | 177,391 km/h      | 11    |
| 12   | Jody Scheckter     | Wolf-Ford          | 1:42,11 | 177,373 km/h      | 12    |
| 13   | Brett Lunger       | McLaren-Ford       | 1:42,65 | 176,440 km/h      | 13    |
| 14   | Jacques Laffite    | Ligier-Matra       | 1:42,71 | 176,337 km/h      | 14    |
| 15   | Clay Regazzoni     | Shadow-Ford        | 1:42,80 | 176,183 km/h      | 15    |
| 16   | Jean-Pierre Jarier | ATS-Ford           | 1:42,91 | 175,995 km/h      | 16    |
| 17   | Lamberto Leoni     | Ensign-Ford        | 1:43,19 | 175,517 km/h      | 17    |
| 18   | Riccardo Patrese   | Arrows-Ford        | 1:43,19 | 175,517 km/h      | 18    |
| 19   | Didier Pironi      | Tyrrell-Ford       | 1:43,55 | 174,907 km/h      | 19    |
| 20   | Jochen Mass        | ATS-Ford           | 1:43,74 | 174,586 km/h      | 20    |
| 21   | John Watson        | Brabham-Alfa Romeo | 1:43,75 | 174,570 km/h      | 21    |
| 22   | Héctor Rebaque     | Lotus-Ford         | 1:43,86 | 174,385 km/h      | 22    |
| 23   | Danny Ongais       | Ensign-Ford        | 1:43,94 | 174,251 km/h      | 23    |
| 24   | Rupert Keegan      | Surtees-Ford       | 1:44,20 | 173,816 km/h      | 24    |
| DNQ  | Arturo Merzario    | Merzario-Ford      | 1:44,20 | 173,816 km/h      | –     |
| DNQ  | Eddie Cheever      | Theodore-Ford      | 1:44,28 | 173,682 km/h      | –     |
| DNQ  | Vittorio Brambilla | Surtees-Ford       | 1:44,66 | 173,052 km/h      | –     |
| DNQ  | Divina Galica      | Hesketh-Ford       | 1:46,79 | 169,600 km/h      | –     |

### Rennen
| Pos. | Fahrer             | Konstrukteur       | Runden | Stopps | Zeit       | Start | Schnellste Runde |
| ---- | ------------------ | ------------------ | ------ | ------ | ---------- | ----- | ---------------- |
| 01   | Carlos Reutemann   | Ferrari            | 63     | 0      | 1:49:59,86 | 04    | 1:43,07 (35.)    |
| 02   | Emerson Fittipaldi | Fittipaldi-Ford    | 63     | 0      | + 49,13    | 07    | 1:44,06          |
| 03   | Niki Lauda         | Brabham-Alfa Romeo | 63     | 0      | + 57,02    | 10    | 1:43,57          |
| 04   | Mario Andretti     | Lotus-Ford         | 63     | 0      | + 1:33,12  | 03    | 1:43,81          |
| 05   | Clay Regazzoni     | Shadow-Ford        | 62     | 0      | + 1 Runde  | 15    | 1:44,57          |
| 06   | Didier Pironi      | Tyrrell-Ford       | 62     | 0      | + 1 Runde  | 19    | 1:45,26          |
| 07   | Jochen Mass        | ATS-Ford           | 62     | 0      | + 1 Runde  | 20    | 1:45,79          |
| 08   | John Watson        | Brabham-Alfa Romeo | 61     | 0      | + 2 Runden | 21    | 1:45,01          |
| 09   | Jacques Laffite    | Ligier-Matra       | 61     | 0      | + 2 Runden | 14    | 1:44,37          |
| 10   | Riccardo Patrese   | Arrows-Ford        | 59     | 0      | + 4 Runden | 18    | 1:44,04          |
| 11   | Alan Jones         | Williams-Ford      | 58     | 0      | + 5 Runden | 08    | 1:43,25          |
| –    | Héctor Rebaque     | Lotus-Ford         | 40     | 0      | DNF        | 22    | 1:45,58          |
| –    | Gilles Villeneuve  | Ferrari            | 35     | 0      | DNF        | 06    | 1:43,94          |
| –    | Patrick Tambay     | McLaren-Ford       | 34     | 0      | DNF        | 05    | 1:44,34          |
| –    | Hans-Joachim Stuck | Shadow-Ford        | 25     | 0      | DNF        | 09    | 1:44,78          |
| –    | James Hunt         | McLaren-Ford       | 25     | 1      | DNF        | 02    | 1:44,61          |
| –    | Jody Scheckter     | Wolf-Ford          | 16     | 0      | DNF        | 12    | 1:45,57          |
| –    | Ronnie Peterson    | Lotus-Ford         | 15     | 0      | DNF        | 01    | 1:44,80          |
| –    | Danny Ongais       | Ensign-Ford        | 13     | 0      | DNF        | 23    | 1:48,29          |
| –    | Brett Lunger       | McLaren-Ford       | 11     | 0      | DNF        | 13    | 1:46,02          |
| –    | Patrick Depailler  | Tyrrell-Ford       | 8      | 0      | DNF        | 11    | 1:46,38          |
| –    | Rupert Keegan      | Surtees-Ford       | 5      | 0      | DNF        | 24    | 1:48,29          |
| –    | Lamberto Leoni     | Ensign-Ford        | 0      | 0      | DNF        | 17    | –                |
| DNS  | Jean-Pierre Jarier | ATS-Ford           | –      | –      | –          | 16    | –                |

## WM-Stände nach dem Rennen
Die ersten sechs des Rennens bekamen 9, 6, 4, 3, 2 bzw. 1 Punkt(e). Es zählten nur die besten sieben Ergebnisse aus den ersten acht Rennen und die besten sieben Ergebnisse aus den letzten acht Rennen. In der Konstrukteurswertung zählte nur das Ergebnis des bestplatzierten Fahrers eines Teams.

### Fahrerwertung
| Pos. | Fahrer             | Konstrukteur       | Punkte |
| ---- | ------------------ | ------------------ | ------ |
| 01   | Mario Andretti     | Lotus-Ford         | 12     |
| 02   | Niki Lauda         | Brabham-Alfa Romeo | 10     |
| 03   | Carlos Reutemann   | Ferrari            | 9      |
| 04   | Emerson Fittipaldi | Fittipaldi-Ford    | 6      |
| 05   | Patrick Depailler  | Tyrrell-Ford       | 4      |
| 06   | James Hunt         | McLaren-Ford       | 3      |
| 07   | Ronnie Peterson    | Lotus-Ford         | 2      |
| 08   | Clay Regazzoni     | Shadow-Ford        | 2      |
| 09   | Patrick Tambay     | McLaren-Ford       | 1      |
| 10   | Didier Pironi      | Tyrrell-Ford       | 1      |
| 11   | Jochen Mass        | ATS-Ford           | 0      |
| 12   | Gilles Villeneuve  | Ferrari            | 0      |
| 13   | John Watson        | Brabham-Alfa Romeo | 0      |

| Pos. | Fahrer             | Konstrukteur  | Punkte |
| ---- | ------------------ | ------------- | ------ |
| 14   | Jacques Laffite    | Ligier-Matra  | 0      |
| 15   | Jody Scheckter     | Wolf-Ford     | 0      |
| 16   | Riccardo Patrese   | Arrows-Ford   | 0      |
| 17   | Alan Jones         | Williams-Ford | 0      |
| 18   | Jean-Pierre Jarier | ATS-Ford      | 0      |
| 19   | Brett Lunger       | McLaren-Ford  | 0      |
| 20   | Hans-Joachim Stuck | Shadow-Ford   | 0      |
| 21   | Vittorio Brambilla | Surtees-Ford  | 0      |
| –    | Danny Ongais       | Ensign-Ford   | 0      |
| –    | Lamberto Leoni     | Ensign-Ford   | 0      |
| –    | Arturo Merzario    | Merzario-Ford | 0      |
| –    | Rupert Keegan      | Surtees-Ford  | 0      |
| –    | Héctor Rebaque     | Lotus-Ford    | 0      |

### Konstrukteurswertung
| Pos. | Konstrukteur       | Punkte |
| ---- | ------------------ | ------ |
| 01   | Lotus-Ford         | 12     |
| 02   | Brabham-Alfa Romeo | 10     |
| 03   | Ferrari            | 9      |
| 04   | Fittipaldi-Ford    | 6      |
| 05   | Tyrrell-Ford       | 5      |
| 06   | McLaren-Ford       | 3      |
| 07   | Shadow-Ford        | 2      |
| 08   | ATS-Ford           | 0      |

| Pos. | Konstrukteur  | Punkte |
| ---- | ------------- | ------ |
| 09   | Ligier-Matra  | 0      |
| 10   | Wolf-Ford     | 0      |
| 11   | Arrows-Ford   | 0      |
| 12   | Williams-Ford | 0      |
| 13   | Surtees-Ford  | 0      |
| –    | Ensign-Ford   | 0      |
| –    | Merzario-Ford | 0      |